# David Halberstam

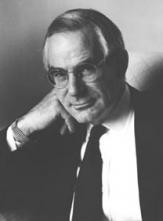
David Halberstam

David Halberstam (New York, 10 april 1934 – Menlo Park, 23 april 2007) was een Amerikaans journalist. Halberstam werd bekend vanwege zijn journalistieke werk in de Vietnam-oorlog en sportjournalistiek en kreeg daarvoor de Pulitzerprijs. Naast de verslaggeving van de Vietnam-oorlog richtte Halberstam zich later ook op de politiek en sport.

## Levensloop
In 1955 verliet Halberstam de Harvard-universiteit. Hij begon toen met zijn journalistieke carrière door artikelen te schrijven voor de Daily Times Leader in West Point, Mississippi. Later in de jaren 50 en begin jaren 60 schreef hij voor The Tennessean in Nashville. Hij versloeg in die tijd ook de rassendiscrimatie van blanken tegenover zwarten.
In 1962 reisde Halberstam voor de krant The New York Times naar Vietnam als oorlogsverslaggever. Terwijl hij daar verslag uitbracht van de Vietnam-oorlog verzamelde hij veel materiaal voor zijn boek The Making of a Quagmire: America and Vietnam. In 1963 ontving hij de George Polk-award voor zijn journalistieke werk. Een jaar later, op 30-jarige leeftijd, kreeg hij de Pulitzerprijs voor zijn internationale verslaggeving. In de documentairefilm In the Year of the Pig werd Halberstam geïnterviewd over de oorlog, die hij van dichtbij meemaakte. Hij schreef in 1972 het boek The Best and the Brightest, waarin hij het beleid van president Kennedy en de toekomst van de oorlog behandelde. Velen in Amerika hadden het idee dat de soldaten alleen uit Vietnam mochten terugkeren wanneer de overwinning was behaald. In het boek schrijft Halberstam dat het onmogelijk zal zijn voor de Amerikanen om te winnen en dat zij zich terug moeten trekken. Veel lezers veranderen van gedachten na het lezen van het boek.
In 1979 gaf Halberstam opnieuw een boek uit, The Powers That Be. Hierin beschreef hij de invloed van belangrijke personen in de media.
Later in zijn carrière ging Halberstam zich richten op sport. Hij schreef het boek The Breaks of the Game, over het leven van Bill Walton, Playing for Keeps over Michael Jordan en het boek Summer of '49 over de strijd tussen de Yankees en de Red Sox.
Vlak na de aanslagen op 11 september 2001 publiceerde Halberstam het boek Firehouse. Daarin schrijft hij over de mannen van Engine 40, Ladder 35. Dit brandweerkorps van 13 mannen rukte uit bij de aanslagen op het World Trade Center, slecht één bracht het er levend vanaf.
In totaal schreef Halberstam in zijn leven 21 boeken.
Halberstam kwam in 2007 om bij een verkeersongeluk in Menlo Park in Californië. Hij zat in een Toyota Camry, bestuurd door een jonge medejournalist. De auto werd aan de zijkant geraakt en belandde op de andere weghelft. Halberstam was op slag dood, de bestuurder, genaamd Kevin Jones, raakte lichtgewond.

## Huwelijken
Toen hij in Warschau verbleef om er verslag uit te brengen leerde hij Elzbieta Czyzewska kennen, een Poolse actrice. Ze huwden en Elzbieta bleef haar carrière in Polen verder uitbouwen. De kritiek die Halberstam uitte op de Poolse dictatuur zorgde ervoor dat het echtpaar in 1967 uit Polen werd verdreven. Ze verhuisden naar New York. In 1977 kwam het tot een scheiding. Halberstam hertrouwde in 1979 met Jean Sandness Butler.